# Erding
Erding je velké okresní město v německé spolkové zemi Bavorsko. Leží 30 km severovýchodně od centra Mnichova a protéká jím řeka Sempt. V Erdingu žije přibližně 37 tisíc obyvatel.
Název je odvozen od keltského slova ard, tzn. pluh; radlice je také jako mluvící znamení vyobrazena v městském znaku. Z roku 788 pochází zmínka o osadě Ardeoingas, městská práva udělil Erdingu v roce 1228 Ludvík I. Bavorský. Wittelsbachové zde zřídili hrad, zničený za třicetileté války. V roce 1935 byla zřízena vojenská základna, kterou po druhé světové válce využívala americká armáda. V roce 1950 zde přistála unesená československá letadla – případ se stal předlohou pro film Únos.
Erding prosperuje díky blízkosti letiště Mnichov a dobrému spojení s bavorskou metropolí. Město je proslulé výrobou pšeničného piva Erdinger. Sídlí zde také výrobce ovocných šťáv Wolfra a likérka Anton Riemerschmid. Dalšími zaměstnavateli jsou aquapark Therme Erding, datové centrum firmy Amadeus IT Group a pobočka logistické společnosti GLS Group.
Nachází se zde vlastivědné muzeum a muzeum malíře Franze Xavera Stahla. Pozůstatkem opevnění je věž Schöner Turm. Farní kostel svatého Jana vznikl v patnáctém století a prošel barokní i novogotickou přestavbou. Památkově chráněnými stavbami jsou rezidence Palais Rivera a tržnice Schrannenhalle. V roce 2008 získal Erding označení Ort der Vielfalt, udělované spolkovou vládou za kulturní diverzitu.
Nedaleko města se nachází biologicky cenné rašeliniště Erdinger Moos.